# Torre del Palau (Terrassa)
La Torre del Palau és l'únic vestigi del castell palau de Terrassa, que en el moment de màxima puixança va estendre els seus dominis des del Llobregat fins al Ripoll i des de Sant Cugat del Vallès fins al pla de Bages. Pere de Fizes i Pere Francesc de Montanyans en foren castlans en diferents èpoques. La torre mestra, que fou presó fins ben entrat el segle xix, fou l'única estructura que restà dreta quan el 1891 l'últim propietari del castell decidí enderrocar el que quedava de l'edifici. Documentada per primer cop l'any 1016, fou cedida al municipi el 1994 i actualment és una de les seccions del Museu de Terrassa; s'hi fan visites guiades concertades.
Està situada darrere la plaça Vella (des d'on tot just se'n veu el coronament), entre el carrer Cremat i el dels Gavatxons. Com que quedava amagada de la vista, el 1991 es van enderrocar les cases del darrere i es va obrir una plaça de nova creació, l'anomenada plaça de la Torre del Castell-Palau, des de la qual s'hi pot accedir. En aquesta mateixa plaça, a la planta baixa de la casa d'Antoni Josep Torrella i Maurí, es troba el Centre d'Interpretació de la Vila Medieval de Terrassa.
És una edificació romànica de forma cilíndrica, construïda amb còdols de riera i carreus de pedra, de planta circular, de 26,70 m d'alçada i un diàmetre de 7,5 m a la base. Es divideix en diferents nivells; l'inferior, mig soterrat, està cobert per una volta de pedra i comunica amb la primera planta, subdividida per un forjat de fusta, des d'on arrenca una escala de cargol que enllaça amb els dos nivells superiors, coberts amb volta de rajola. El coronament, del final del segle xix, obra de Lluís Muncunill, consisteix en un fris de merlets de maó damunt una cornisa per sota de la qual hi ha una sèrie d'arcuacions cegues. L'accés originari és a uns 7 m de la base i actualment s'hi puja per una escala metàl·lica moderna; de la porta romànica només se'n conserva un arc de mig punt adovellat. La torre presenta un parell d'obertures, de les quals destaca el finestral gòtic a l'alçada de la primera planta, afegit cap al segle xvi. Al la seu del castell de Vallparadís del Museu de Terrassa se'n conserven els finestrals i els portals gòtics originaris.

## Galeria d'imatges

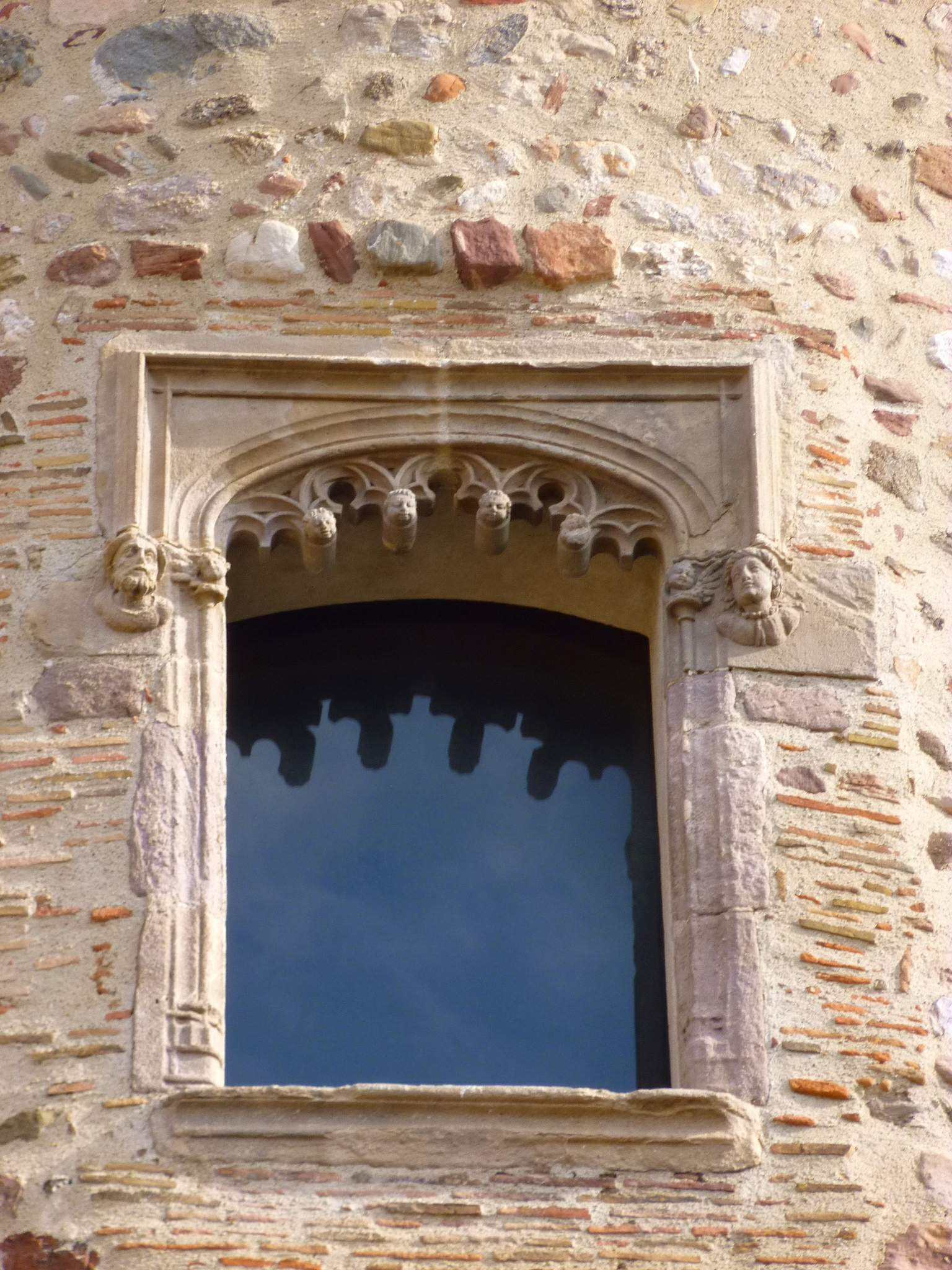
Detall del finestral gòtic de la torre
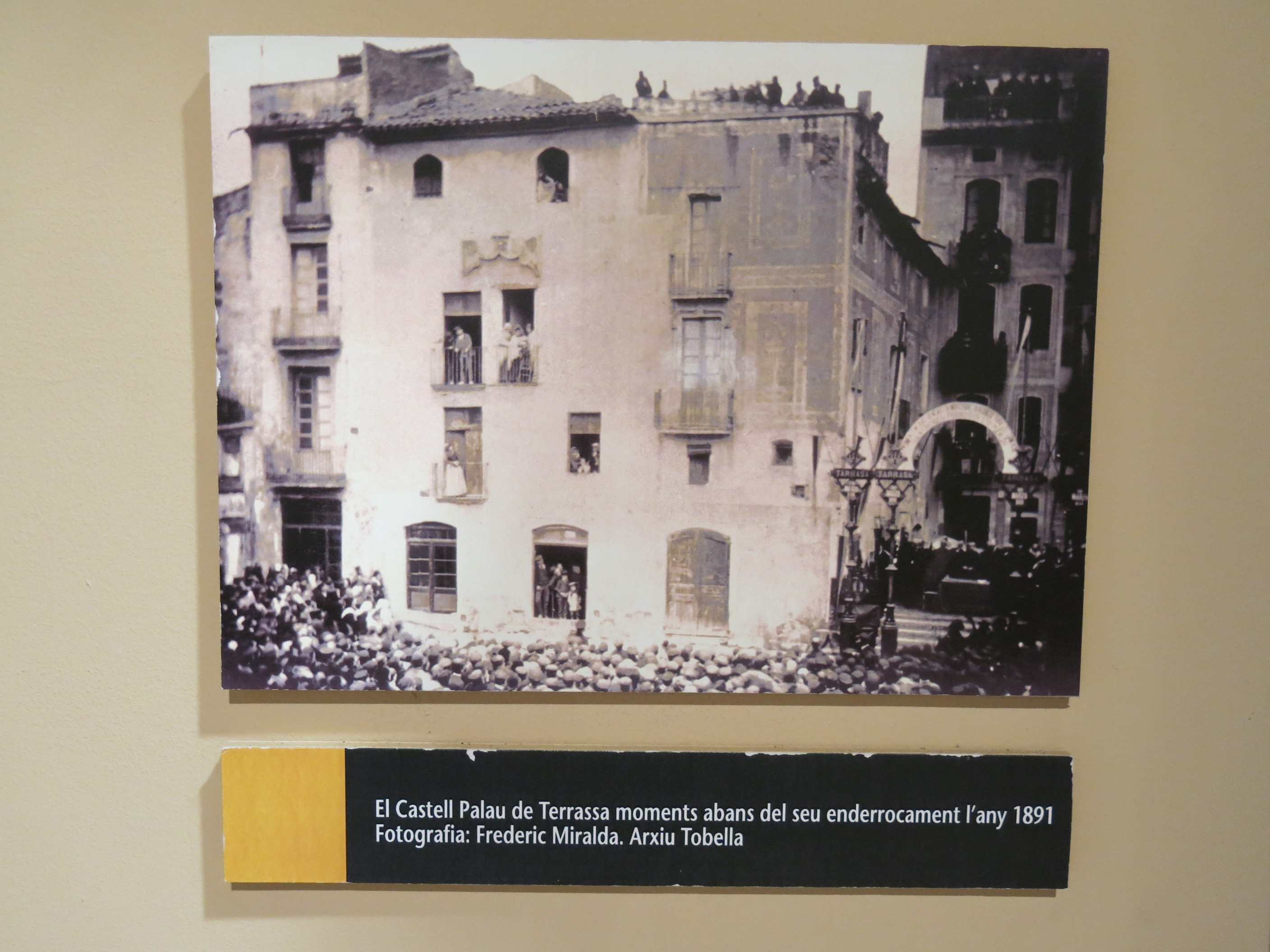
El castell palau abans de ser enderrocat, 1891 (Museu de Terrassa)
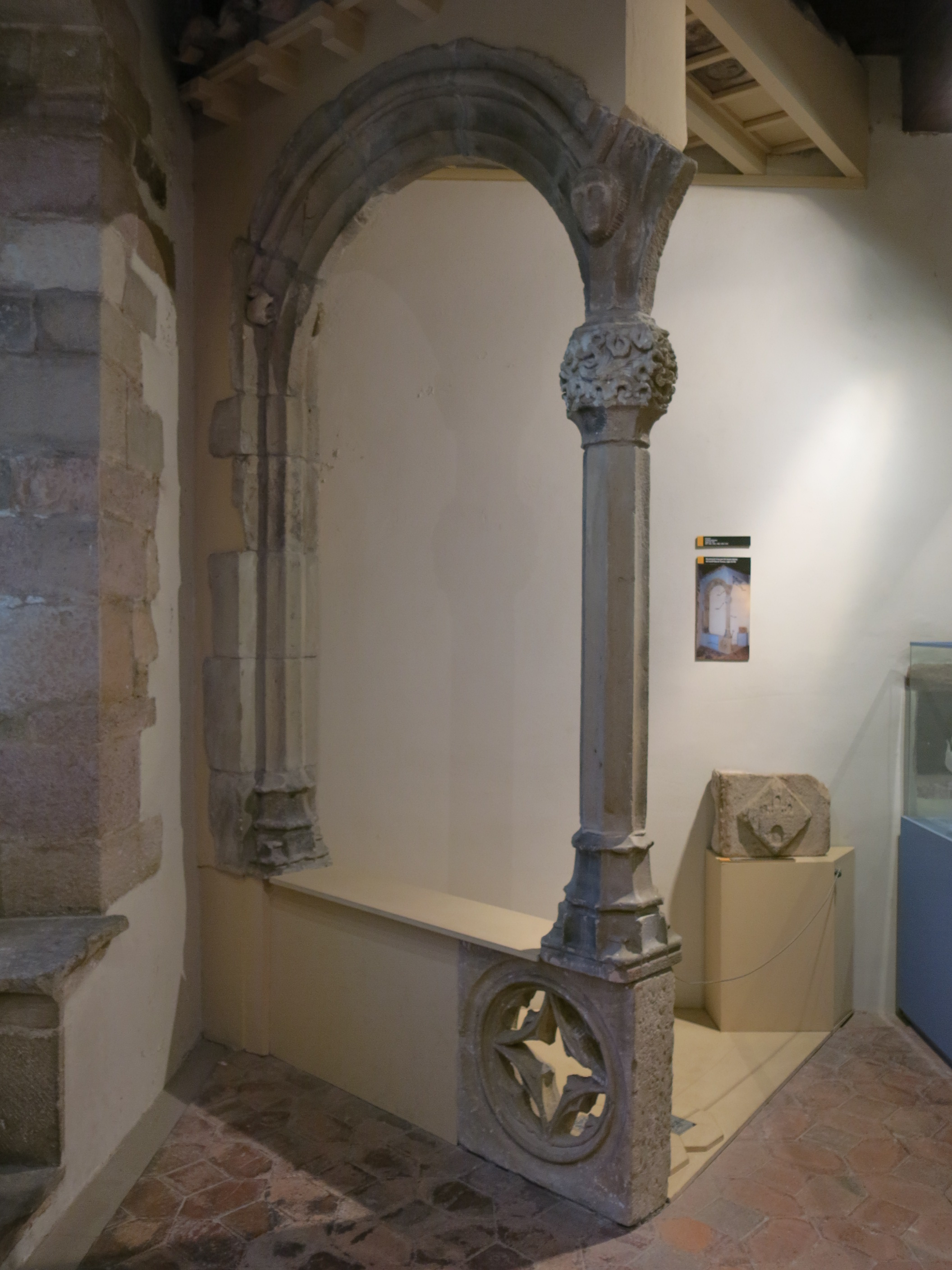
Reconstrucció del claustre interior del castell palau (Museu de Terrassa)
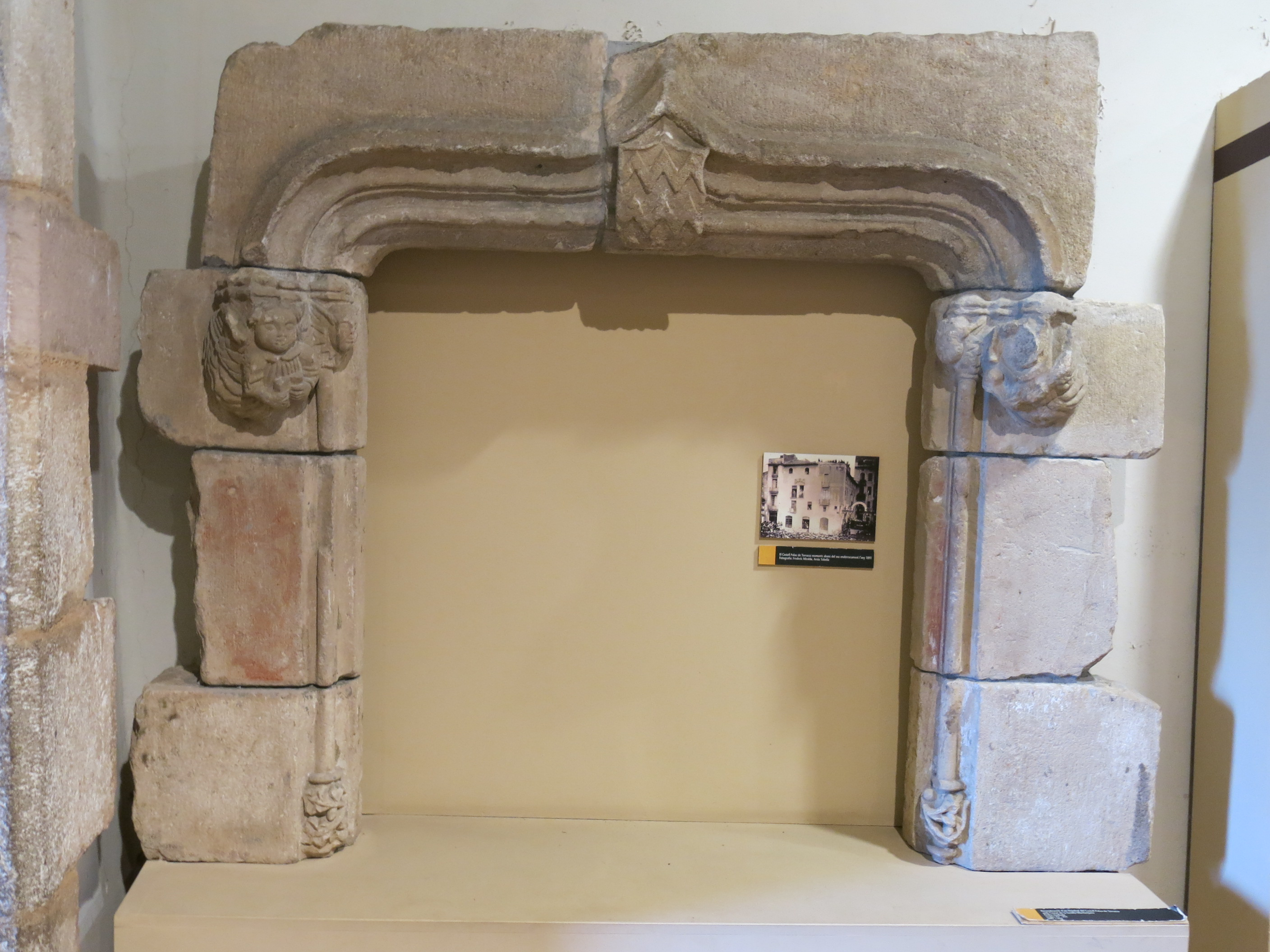
Finestral del castell palau de Terrassa, amb l'escut dels Muntanyans (Museu de Terrassa)
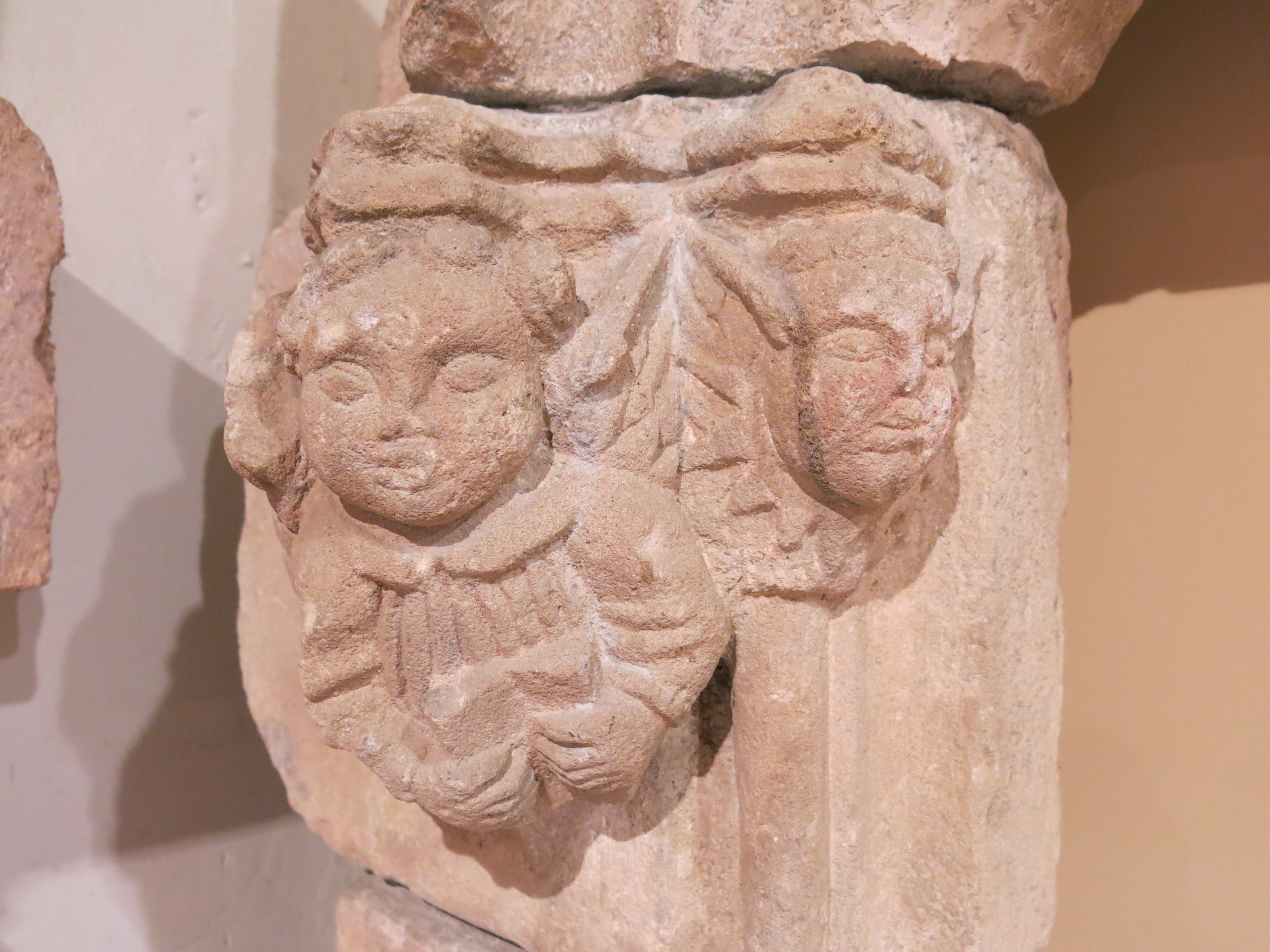
Finestral del castell palau, mènsula (Museu de Terrassa)